# BR-287
La BR-287 es una carretera federal que atraviesa el estado brasileño de Rio Grande do Sul. La carretera también se conoce como Integración Vial.
Comienza en la Mesorregión Metropolitana de Porto Alegre, en la ciudad de Canoas. Passan por el Centro oriental, Centro Occidental y terminando en la región suroeste, en la localidad de São Borja. Su longitud es de 536,9 kilómetros.

## Importancia económica
Atraviesa la principal región tabacalera del país, en las ciudades de Santa Cruz do Sul y Venâncio Aires, donde se instalan innumerables fabricantes de cigarrillos y distribuidores de tabaco, como Universal Leaf Tabacos, Philip Morris, Souza Cruz, Associated Tobacco Company y Alliance One, entre otros. Destaca también la producción de yerba Mate.

### El turismo internacional
En el turismo internacional, el país que envía a los turistas a Brasil es Argentina, con más de un millón al año. Estos turistas suelen venir en coche de Río Grande del Sur hacia las playas de Santa Catarina.

## Duplicación
En 2019, el Gobierno Federal anunció que la BR 287 fue otorgada a la iniciativa privada por 30 años, con la concesión a partir de 2020. Una duplicación de la carretera de 204 km entre Tabaí y Santa María se llevará a cabo en 5 años de obras en el tramo urbano y 11 años en total, desde el comienzo de la concesión. El pronóstico es que el tramo entre Tabaí y Santa Cruz do Sul se duplicará primero, entre 2026 y 2028, y la duplicación entre Santa Cruz do Sul y Santa María debería ocurrir entre 2028 y 2031. La autopista tiene un movimiento de más de 11 mil vehículos por día, y normalmente una autopista debe duplicarse desde el momento en que alcanza el movimiento de 7 mil vehículos por día.

## Galería

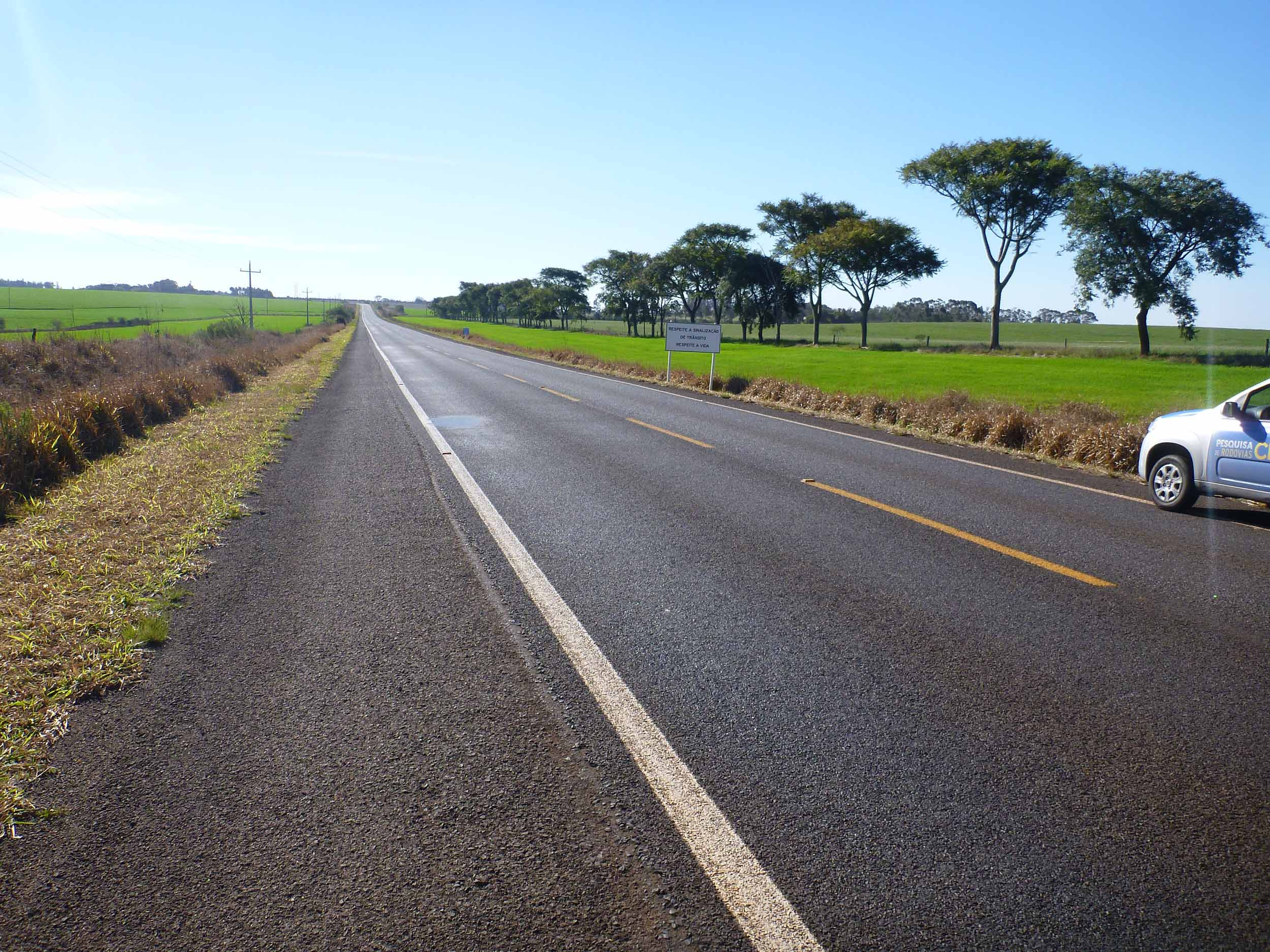
BR-287 en Rio Grande do Sul
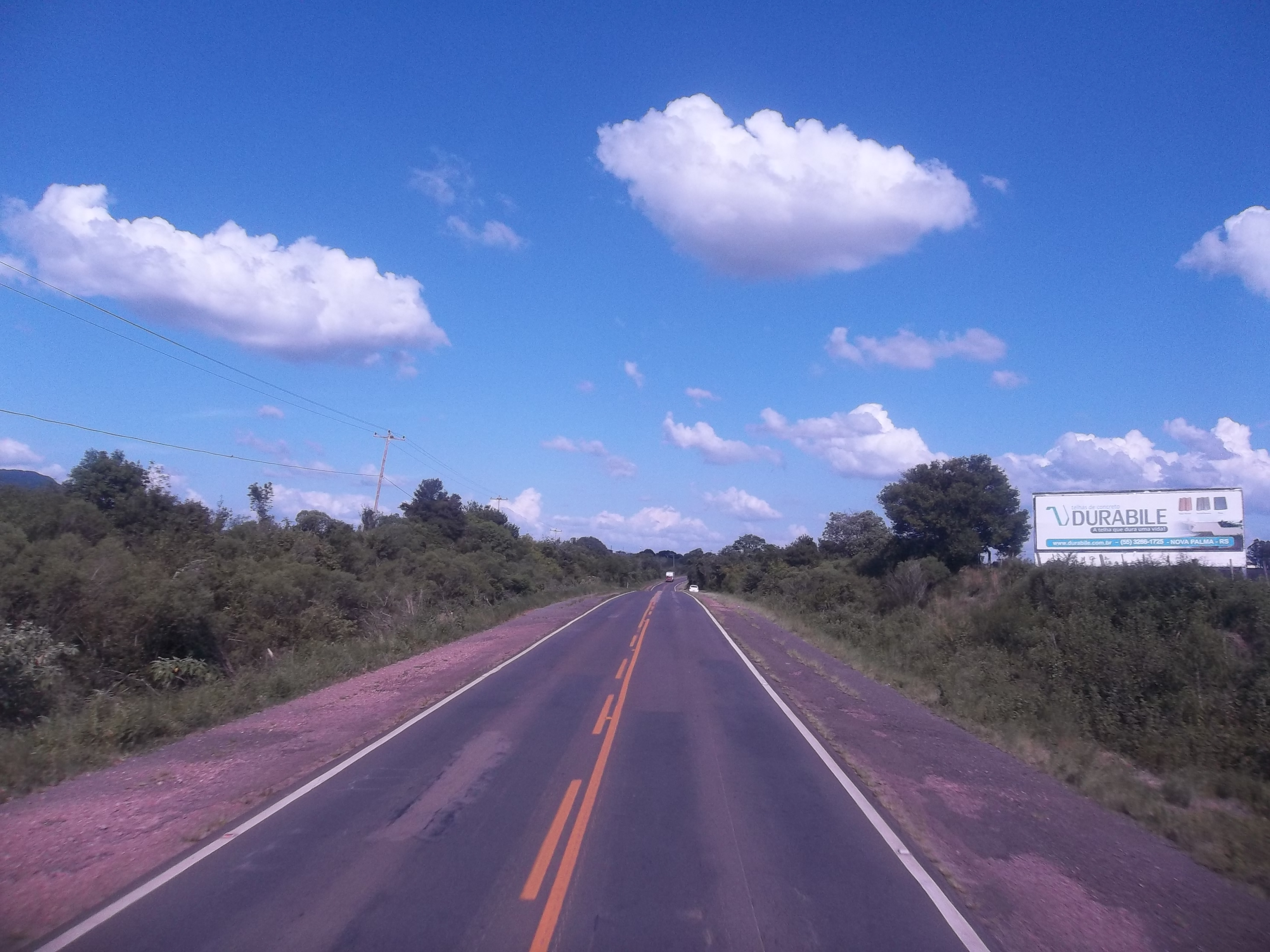
BR-287 en Santa Maria, Rio Grande do Sul
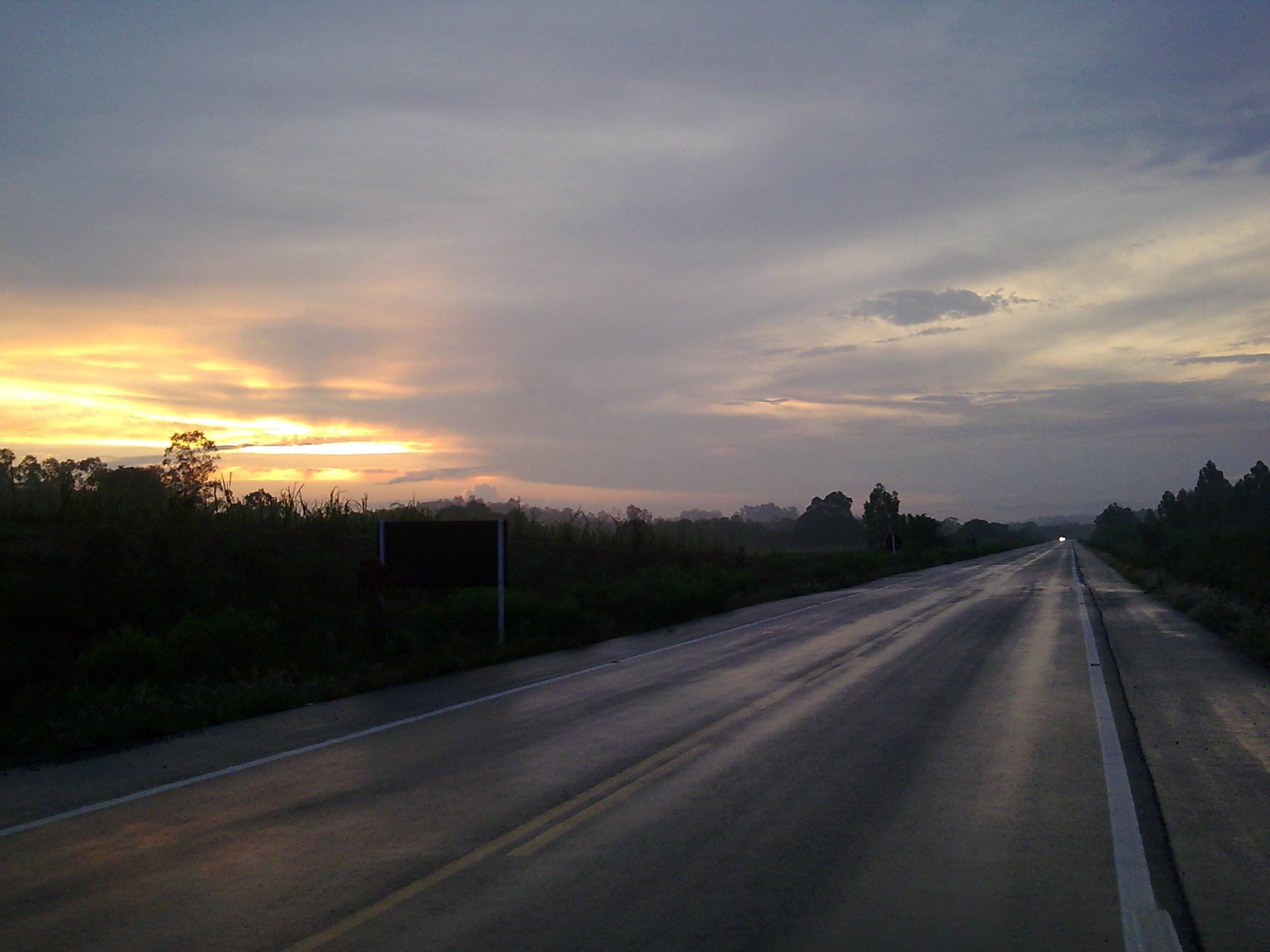
BR-287 en Vera Cruz, Rio Grande do Sul

## Ruta de los Dinosaurios
| Municipios y kilometraje. Importante: Vías federales en la dirección transversal del kilometraje va de este a oeste. | Municipios y kilometraje. Importante: Vías federales en la dirección transversal del kilometraje va de este a oeste. | Municipios y kilometraje. Importante: Vías federales en la dirección transversal del kilometraje va de este a oeste. | Municipios y kilometraje. Importante: Vías federales en la dirección transversal del kilometraje va de este a oeste. | Municipios y kilometraje. Importante: Vías federales en la dirección transversal del kilometraje va de este a oeste. |  |
| * | Lugar de Inicio | km inicial | extensión | ciudad |  |
| --- | --- | --- | --- | --- |  |
| 1 | ENTR BR-470(A) (P/MONTENEGRO)                                                                                        | 0 | 3,2 | Montenegro |  |
| 2 | ENTR BR-470(B) (P/TRIUNFO)                                                                                           | 3,2 | 18,2 | Triunfo |  |
| 3 | ENTR BR-386(A) | 21,4 | 6,6 | |  |
| 4 | ENTR BR-386(B) (TABAÍ)                                                                                               | 28 | 8,8 | Tabaí |  |
| 5 | ENTR RS-436 (P/TAQUARI)                                                                                              | 36,8 | 18 | Taquara |  |
| 6 | ENTR RS-129 (P/BOM RETIRO DO SUL)                                                                                    | 54,8 | 0,8 | Bom Retiro do Sul |  |
| 7 | ENTR RS-130 (P/MARIANTE)                                                                                             | 55,6 | 23 | Mariante |  |
| 8 | ENTR BR-453/RS-244 (P/LAJEADO)                                                                                       | 78,6 | 13 | Lajeado |  |
| 9 | ENTR RS-405 (P/PASSO DO SOBRADO)                                                                                     | 91,6 | 7,9 | Passo do Sobrado |  |
| 10 | ENTR RS-418 (P/MONTE ALVERNE)                                                                                        | 99,5 | 5,2 | |  |
| 11 | ENTR BR-471(A) (P/SANTA CRUZ DO SUL)                                                                                 | 104,7 | 12 | Santa Cruz do Sul |  |
| 12 | ENTR BR-471(B)/153(A) (VERA CRUZ)                                                                                    | 116,7 | 21,8 | Vera Cruz |  |
| 13 | ENTR RS-410 (CANDELÁRIA)                                                                                             | 138,5 | 1,5 | Candelária |  |
| 14 | ENTR RS-400 (P/SOBRADINHO)                                                                                           | 140 | 16,4 | Sobradinho |  |
| 15 | ENTR BR-481 (NOVO CABRAIS)                                                                                           | 156,4 | 1,7 | Novo Cabrais |  |
| 16 | ENTR BR-153(B) (CACHOEIRA DO SUL)                                                                                    | 158,1 | 18,5 | Cachoeira do Sul |  |
| 17 | ENTR RS-502 (CONTENDA)                                                                                               | 176,6 | 2,2 | |  |
| 18 | ACESSO A PARAÍSO DOS SUL                                                                                             | 178,8 | 8,2 | Paraíso do Sul |  |
| 19 | ENTR RS-348 (P/AGUDO)                                                                                                | 187 | 10,2 | Agudo |  |
| 20 | ENTR RS-149(A) (P/RESTINGA SECA)                                                                                     | 197,2 | 16,1 | Restinga Seca |  |
| 21 | ENTR RS-149(B) (P/FAXINAL DO SOTURNO)                                                                                | 213,3 | 19,4 | Faxinal do Soturno                                                                                                   |  |
| 22 | ENTR RS-509 (CAMOBÍ)                                                                                                 | 232,7 | 9 | Camobi |  |
| 23 | ENTR BR-158(A)/392(A) (P/VAL DA SERRA)                                                                               | 241,7 | 2,3 | |  |
| 24 | ENTR BR-392(B) (SANTA MARIA)                                                                                         | 244 | 3,4 | Santa Maria |  |
| 25 | ENTR BR-158(B) (AZEVEDO SODRÉ)                                                                                       | 247,4 | 34,7 | |  |
| 26 | ENTR RS-524 (SÃO PEDRO DO SUL)                                                                                       | 282,1 | 33,6 | São Pedro do Sul |  |
| 27 | ENTR RS-532 (P/MATA)                                                                                                 | 315,7 | 14,5 | Mata |  |
| 28 | ENTR RS-241 (P/SÃO VICENTE DO SUL)                                                                                   | 330,2 | 20,6 | São Vicente do Sul                                                                                                   |  |
| 29 | JAGUARI | 350,8 | 46,8 | Jaguari |  |
| 30 | ENTR BR-377 (SANTIAGO)                                                                                               | 397,6 | 11,7 | Santiago |  |
| 31 | ENTR RS-168 (P/BOSSORÓCA)                                                                                            | 409,3 | 65,1 | Bossoroca |  |
| 32 | ENTR RS-176 (A) (ENCRUZILHADA)                                                                                       | 474,4 | 4,1 | |  |
| 33 | ENTR RS-176 (B) | 478,5 | 30,7 | |  |
| 34 | ENTR RS-541 (NHU PORÃ)                                                                                               | 509,2 | 24,4 | |  |
| 35 | ENTR BR-285 (A)/472 (P/ITAQUI)                                                                                       | 533,6 | 1,7 | Itaqui |  |
| 36 | ACESSO FRONTEIRA BRASIL/ARGENTINA                                                                                    | 535,3 | 1,4 | |  |
| 37 | ENTR BR-287 | 0 | 1,1 | |  |
| 38 | ENTR BR-287 (km 233,5)                                                                                               | 0 | 0,7 | |  |

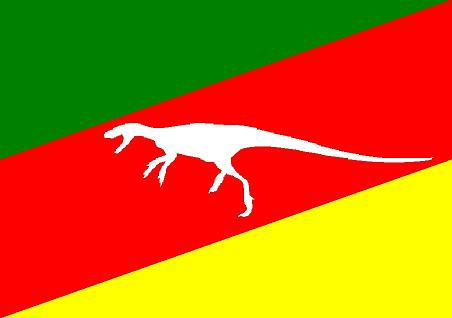
Bandera Paleorrota.

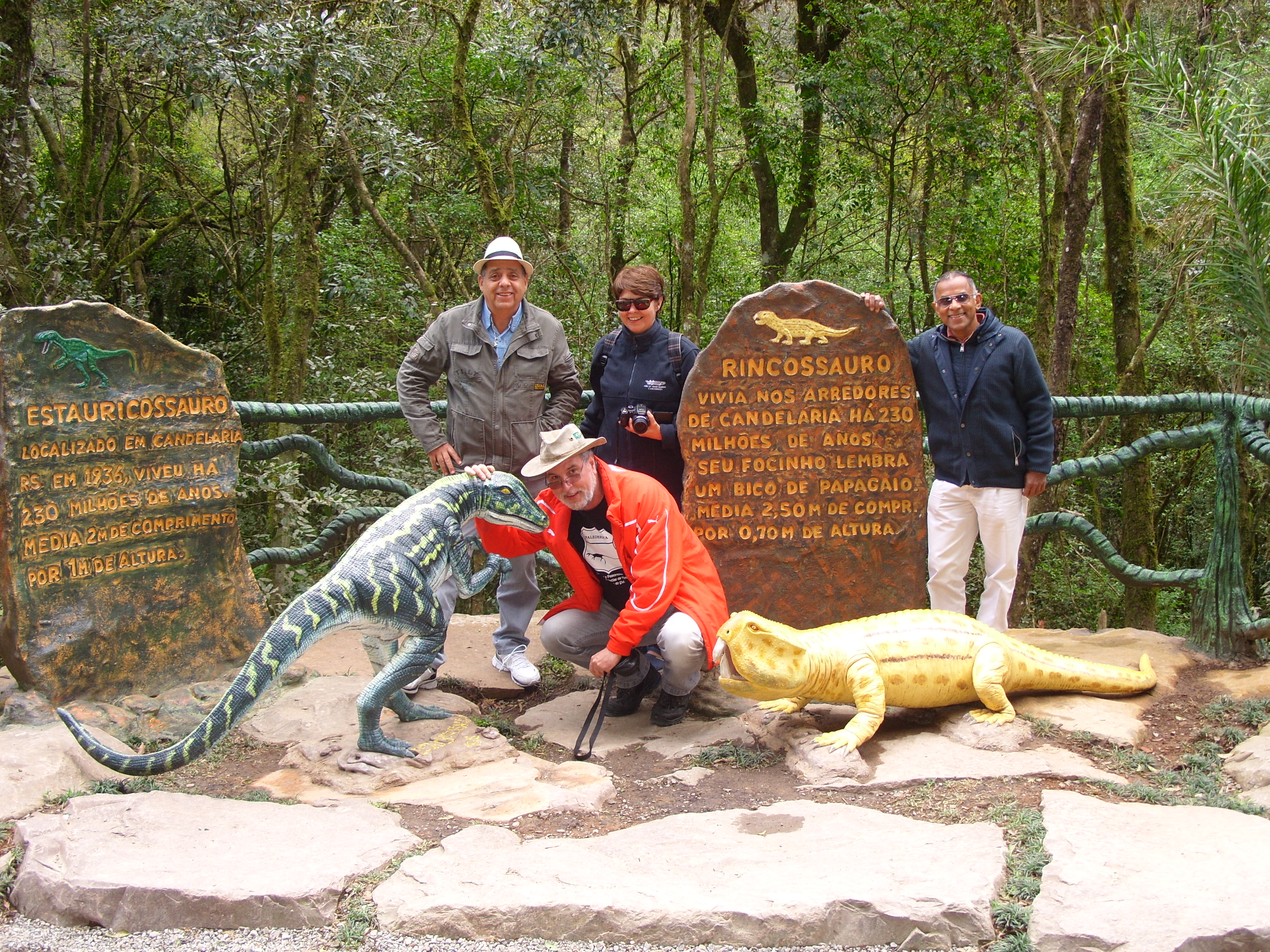
El paleoartista Dapper Clovis realizado réplicas de animales de lo geoparque Paleorrota.

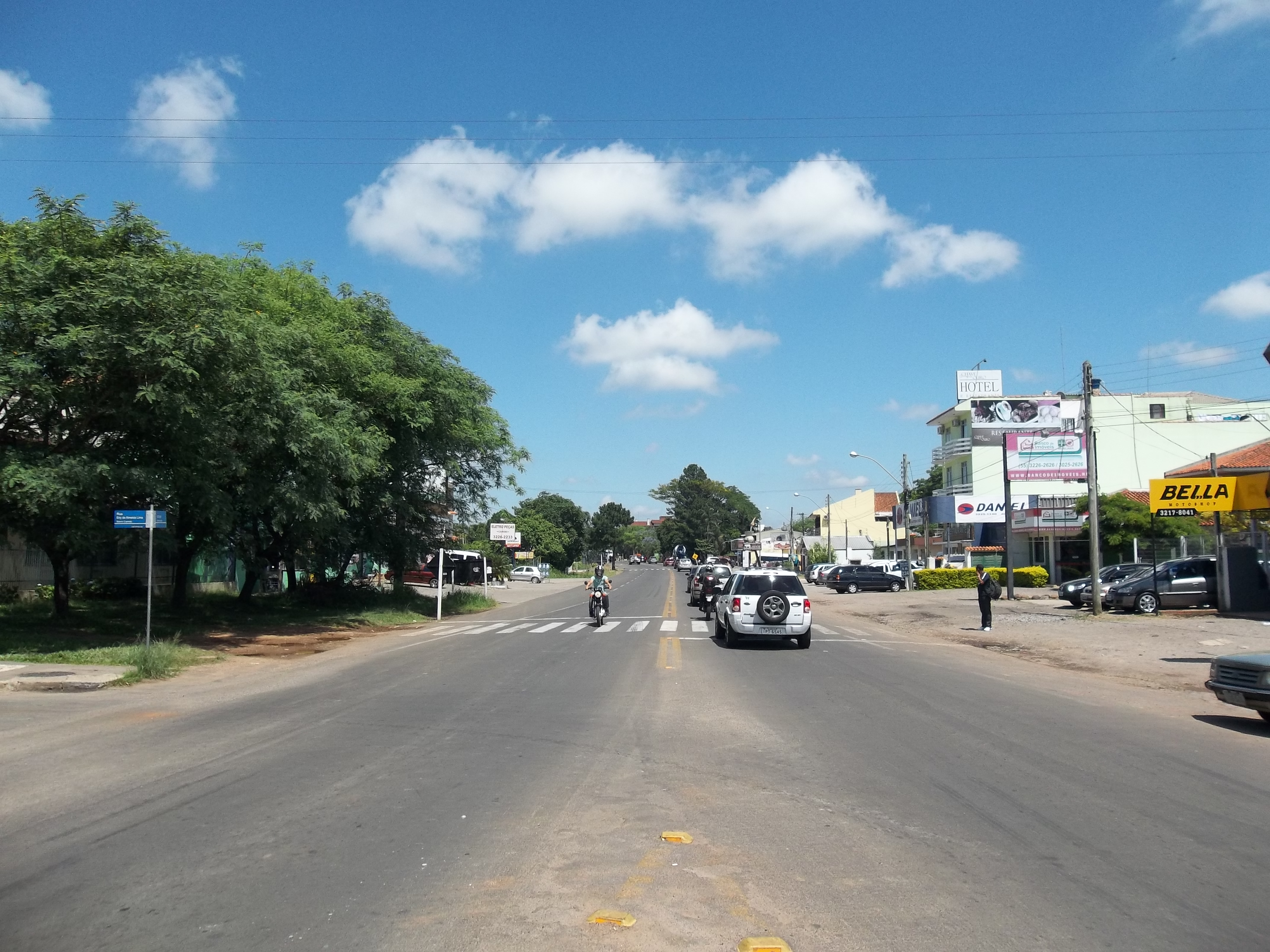
La BR-287, en el barrio Camobi en Santa Maria.

Casi toda la BR-287 cruza el Geoparque Paleorrota, el eje principal que conecta los diez municipios de la región que contiene los fósiles. En el Centro Oriental y Centro Occidental son los municipios principiais con fósiles. El desarrollo del turismo en la región se beneficiaría del 8% de la población de Río Grande do Sul.
La carretera tiene dos peajes, uno en Venâncio Aires, con un flujo de 4 millones de vehículos al año y otra en Candelária 2,5 millones de vehículos por año. El proyecto Ruta de los Dinosaurios pretende cobrar un 2% de los peajes para el mantenimiento geoparque Paleorrota y colocando cientos de réplicas de más de 60 especies de animales que se encuentran en la región. Fomentar la venta de souvenirs y libros sobre paleontología de más de 30 estaciones de servicio de las autopistas. Así que el turista pueda viajar en el tiempo a la época de la aparición de los dinosaurios.
En la actualidad 10 000 turistas visitan la región cada año y el objetivo del proyecto es aumentar la demanda de más de 150.000 turistas al año, lo que aumentaría el número de empleos en la región, así como la recaudación de impuestos con el movimiento de turistas.
Hay una necesidad de una legislación dedicada al diseño, junto con el uso del dinero del turismo y dependen principalmente de la Asamblea Legislativa de Rio Grande do Sul, la legislatura de los municipios involucrados, la Secretaría de Turismo de Río Grande do Sul, la Federación de Asociaciones de municipios de Rio Grande do Sul también es necesario donar empresas a través de incentivos cultura leyes.